# Le Dernier Souper
Cet article concerne film iranien de 2001. Pour film allemand de 2018, voir Le Dernier Souper (film, 2018).
Pour plus de détails, voir Fiche technique et Distribution.
Le Dernier Souper (شام آخر, Shame Akhar) est un film iranien de Fereydoun Jeiyrani, sorti en 2001.

## Synopsis
Mahine Mashreghi, professeur d’université, quitte son mari après 26 ans de vie commune. Setareh, sa fille, qui vit avec sa mère et qui considère son père comme un homme réactionnaire, tombe amoureuse de son camarade de classe Mani. Mais ce dernier préfère Mahine. Découvrant le dilemme amoureux, le père porte plainte au Comité des mœurs de l’université pour des relations non légitimes de sa femme et de sa fille avec Mani. Mahine et Setareh sont renvoyées de l’université. Mahine répondra à l’amour de Mani en acceptant sa demande en mariage. Le cœur brisé, Setareh se retourne vers son père. La fin tragique semble inévitable. Au bout de ses peines et dans une accès de désespoir, Setareh est met fin à la vie du nouveau couple, avec la carabine de son père, au cours de leur soirée de noce.

## Fiche technique
- Scénariste et réalisateur : Ferydoun Jeiyrani
- Genre : Drame
- Année de sortie :  2001
- Durée : 96 minutes
- Pays :  Iran

## Distribution
- Katayoun Riahi : Mahine Mashreghi
- Soraya Ghassemi : mère de Mahine
- Atila Pesyani : mari de Mahine
- Mohammad Reza Golzar : Mani
- Hanieh Tavassoli : Setareh